# Rolf Bahn
Rolf Bahn (6 de março de 1918) foi um comandante de U-Boot que serviu na Kriegsmarine durante a Segunda Guerra Mundial.

## Carreira
Rolf Bahn iniciou a sua carreira militar na marinha alemã no ano de 1935, vindo a comandar o seu primeiro U-Boot no mês de março de 1944, permanecendo no comando do U-1235 até o mês de abril de 1944. O seu segundo comando foi o U-876, comando este assumido no dia 24 de maio de 1945 e mantido até maio de 1945, quando foram abertos buracos no casco do U-876 para afundar em Eckernförde.

### Patentes
| Offiziersanwärter    | 5 de abril de 1935   |
| Fähnrich zur See     | 1 de maio de 1937    |
| Oberfähnrich zur See | 1 de julho de 1938   |
| Leutnant zur See     | 1 de outubro de 1938 |
| Oberleutnant zur See | 1 de outubro de 1940 |
| Kapitänleutnant      | 1 de agosto de 1943  |

### Condecorações
| Cruz de Ferro 2ª Classe          | 1940                  |
| Distintivo da Frota de Guerra    | 28 de outubro de 1941 |
| Distintivo de Guerra U-Boot 1939 | 24 de março de 1942   |
| Cruz de Ferro 1ª Classe          | setembro de 1942      |